# سفارة الجزائر في السويد
سفارة الجزائر في السويد هي أرفع تمثيل دبلوماسي لدولة الجزائر لدى السويد. تقع السفارة في ستوكهولم وهي تهدف لتعزيز المصالح الجزائرية في السويد.

## وصلات خارجية
- قائمة سفارات الجزائر
- قائمة السفارات في السويد